# Bagsværd Sø
Bagsværd Sø är en sjö i Danmark. Den ligger i Region Hovedstaden, i den östra delen av landet. Bagsværd Sø ligger 18 meter över havet. Arean är 1,2 kvadratkilometer. Den ligger på ön Sjælland. Den högsta punkten i närheten är 58 meter över havet, 1,4 km nordväst om Bagsværd Sø. Runt Bagsværd Sø är det i huvudsak tätbebyggt och på norra sidan finns skog. Den sträcker sig 1,2 kilometer i nord-sydlig riktning, och 2,0 kilometer i öst-västlig riktning.